# Шириоара (Бистрица-Насауд)
Шириоара (рум. Șirioara) насеље је у Румунији у округу Бистрица-Насауд у општини Шиеу-Одорхеј. Oпштина се налази на надморској висини од 289 m.

## Становништво
Према подацима из 2002. године у насељу је живело 289 становника, од којих су сви румунске националности.